# Con Elizabeth en Mount Dora
Con Elizabeth en Mount Dora es una película de aventura/comedia publicada en 2012 dirigida por Jhonny Sánchez Obando, que se estrenó en Quito, Ecuador el 26 de noviembre de 2012 como parte del festival internacional de cine LGBTI: El lugar sin límites.

## Trama
Narra la historia de Edilson (Julio Coutinho) al su carro dañarse en un pequeño y hermoso pueblo cuando iba de camino a la boda de un primo, en sus 4 días en Mount Dora, se encontrará con un sinnúmero de aventuras y personajes extraños, divertidos y sobre todo conocerá a Elizabeth (Scarlet Gruber), una muchacha llena de magia y alegría que cambiará su vida para siempre y quien le enseñará a disfrutar de cada segundo, cada persona y sobre todo de cada situación que se le cruce en el camino.

## Reconocimientos
1. Mejor película del festival internacional de cine L-Dub, 2013
2. Achievement film en Mujeres en el arte, 2013

- Datos: Q20962234